# 竹本油脂
竹本油脂株式会社（たけもとゆし、英: TAKEMOTO OIL & FAT CO.,LTD ）は、愛知県蒲郡市に本社を置くごま油・界面活性剤を製造する企業である。ごま油はマルホンブランドで知られており、胡麻を生のまま搾った太白胡麻油の元祖。

## 概要
1725年（享保10年）創業で290年以上の歴史を持つ老舗の企業である。化学メーカーと食品メーカーの2つの顔を持ち、各種界面活性剤、スペシャリティケミカルズ、食用油及び関連商品を製造している。蒲郡市の化学工業全出荷額の90%を占め、製品は世界50カ国以上に輸出されている。
社員の約3分の1が研究者で、蒲郡駅前にある本社社屋の2階 - 5階が研究棟になっており、かつては蒲郡駅（南口側）から「竹本1番線（有効長52m）」「竹本2番線（有効長31m）」の2つの貨物専用線が延びていた。

## 主な事業内容
- ごま油
  - マルホンブランドの太香（旧・極上[注釈 1]）胡麻油、太白胡麻油の製造販売[注釈 2]。
- 精密化学品
  - 合成繊維、コンクリート、農薬、合成樹脂、電子部品製造時に使われる特殊精密化学薬品の製造販売。

## 製造品内訳
- 繊維関連素材 - 51%
- 土木・建築用品、化学品 - 22%
- 食用ごま油 - 17%
- 農業補助剤、その他 - 10%

食用ごま油以外はすべて界面活性剤である。

## 事業所

### 国内
- 本社
  - 愛知県蒲郡市港町2番5号
- 本部・工場 
  - 愛知県蒲郡市浜町11番地
- 東京営業所
  - 東京都中央区日本橋1丁目7番11号 日本橋東ビル4F
- 大阪営業所
  - 大阪府大阪市中央区南本町4丁目5番20号住宅金融支援機構･住友生命ビル9F
- 九州営業所
  - 福岡県福岡市博多区博多駅前4丁目18-26

### 海外
- アメリカ
  - GOULSTON TECHNOLOGIES,INC.（NORTH CALORINA）
- 中国
  - TAKEMOTO OIL & FAT(SUZHOU)CO.,LTD（蘇州）
  - TAKEMOTO FOODS(TIANJIN)CO.,LTD （天津）
- 韓国
  - COSEAL CO.,LTD.（群山）
  - K&T INDUSTRIES,INC.（金泉）
- 台湾
  - HENME CHEMICAL INDUSTRIAL CO.,LTD （彰化）
- インド
  - PUSHPSONS FIBROL P.LTD.（DELHI）

## 沿革
- 1725年（享保10年） - 初代竹本長三郎が三河国宝飯郡御油（現・豊川市）で菜種、綿実の搾油を開始。
- 1924年（大正13年） - 宝飯郡蒲郡町に工場新設（現・本社工場）。
- 1935年（昭和10年） - 界面活性剤の製造開始。
- 1945年（昭和20年）6月 - 竹本油脂株式会社設立。
- 1973年（昭和48年）4月28日 - 排水溝からPCB汚染水を流す。
- 1974年（昭和49年）1月21日 - 蒲郡市と竹本油脂との間で公害防止協定が締結される。

## 創業家
始祖の初代長三郎は宝飯郡財賀村（現・豊川市）の坂蔵として生まれ、近隣の同郡為当村の豪農・竹本四郎左衛門家の養子となり、享保年間（18世紀前半）に搾油業を始めた。二代目長三郎（昆通）は製油業の傍ら味噌・醤油の醸造も始め、天明4年(1784年)には田原藩領吉胡村の吉尾新田を二川村の紅林武左衛門から金380両で買い取り、これを機に同藩と関係ができ、天明8年に同藩主・三宅家の御金御用達となり、苗字帯刀を許された。
その後田原藩への調達金が貸し倒れするなどして家運凋落して家業休業、五代長三郎（政昭）は家運挽回に尽力したが33歳で早世し、竹本四郎左衛門家の五男・柳次郎（1839-1905）が六代目長三郎（竹本元儤）として家督を継いだ。六代目は明治維新後、三河県の御油宿御伝馬所の勘定役に任命され、明治10年には愛知県第18区長として八名郡に赴任、翌年郡制施行にともない宝飯郡初代郡長に就任し、明治33年（1900年）まで地方行政に尽力した。
家業は六代目の嫡男・泰助（1867年生）が明治16年（1883年）に継いで七代長三郎となり、先代とともに家業を復興させて愛知県多額納税者となる。その長男・坂蔵（1888年生）は士族から嫁を迎え、八代目長三郎を襲名、1945年に株式会社化し社長となる。その弟（七代目の二男）の西沢恭助（1892-1995）は東京の地主・西沢金次郎の養子となり、九州帝国大学工学部を出て東北帝国大学教授となり、実家の竹本油脂の界面活性剤製造などの技術指導を行なった。恭助の子に西澤潤一、西澤泰二がいる。また、七代目の三男、四男、五男、六男はすべて愛知や岐阜の多額納税者など地元名士の養子となった。
八代目の長男・精一（1910-1993）が九代目長三郎を襲名し、1963年に社長就任、会長を歴任。1971年の日経新聞による長者番付では全国4位を記録した。妹（八代目の五女）のふじは、ミツカン創業家社長の7代目中野又左衛門に嫁ぎ、中埜和英を生した。
その後九代目の長男・竹本泰一（たいいち、1929-2020）が社長を継いだ。泰一は慶応大学経済学部卒で、日本胡麻油工業会会長、日本界面活性剤工業会理事なども務めた。泰一の妻は大垣共立銀行創立者戸田鋭之助の孫。泰一の弟（九代目の三男）竹本福三郎（竹本油脂常務）の岳父に渡辺甚吉 (14代)がいる。
泰一の長男・竹本元泰（1962年生）が現社長に就任し、2022年より日本界面活性剤工業会副会長を務める。